# Nedoharkî, Kremenciuk
Nedoharkî (în ucraineană Недогарки) este localitatea de reședință a comunei Nedoharkî din raionul Kremenciuk, regiunea Poltava, Ucraina.

## Demografie
Componența lingvistică a localității Nedoharkî
     Ucraineană (98,1%)
     Rusă (1,73%)
     Alte limbi (0,12%)
Conform recensământului din 2001, majoritatea populației localității Nedoharkî era vorbitoare de ucraineană (98,1%), existând în minoritate și vorbitori de rusă (1,73%).